# Federazione di baseball della Guyana
La Federazione guyanese di baseball (eng. Guyana Baseball League) è un'organizzazione fondata nel 2011 per governare la pratica del baseball e del softball in Guyana.
Organizza il campionato maschile e di softball femminile, e pone sotto la propria egida la nazionale maschile e di softball femminile.